# Prowincja Północno-Zachodnia (Południowa Afryka)
Prowincja Północno-Zachodnia – szósta co do wielkości prowincja Południowej Afryki. Od północy graniczy z Botswaną. W większej części prowincji rozciąga się pustynia Kalahari. Utworzona została w 1994 roku po reformie administracyjnej Południowej Afryki. Obszar Prowincji Północno-Zachodniej wykrojony został z wcześniejszej Bophuthatswany i Transwalu.

## Główne miasta
| L.p. | Miasto        | Dystrykt                  | Liczba ludności (2017) |
| ---- | ------------- | ------------------------- | ---------------------- |
| 1.   | Klerksdorp    | Dr Kenneth Kaunda         | 178 921                |
| 2.   | Rustenburg    | Bojanala Platinum         | 165 976                |
| 3.   | Potchefstroom | Dr Kenneth Kaunda         | 123 669                |
| 4.   | Brits         | Bojanala Platinum         | 122 497                |
| 5.   | Mmabatho      | Ngaka Modiri Molema       | 104 428                |
| 6.   | Vryburg       | Dr Ruth Segomotsi Mompati | 49 588                 |

## Podział administracyjny

Podział prowincji

Prowincja Północno-Zachodnia dzieli się na 4 dystrykty, które z kolei dzielą się na 19 gmin.

- Bojanala Platinum
  - Moretele
  - Madibeng
  - Rustenburg
  - Kgetlengrivier
  - Moses Kotane
- Ngaka Modiri Molema
  - Ratlou
  - Tswaing
  - Mafikeng
  - Ditsobotla
  - Ramotshere Moiloa
- Dr Ruth Segomotsi Mompati
  - Naledi
  - Mamusa
  - Greater Taung
  - Kagisano-Molopo
  - Lekwa-Teemane
- Dr Kenneth Kaunda
  - Ventersdorp
  - Tlokwe
  - City of Matlosana
  - Maquassi Hills